# Yuri Lobanov
Yuri Lobanov (Duchambe, Nohijahoi Tobei Çumhuri, 29 de setembro de 1952 – Moscou, 1 de maio de 2017) foi um canoísta tajique especialista em provas de velocidade.

## Carreira
Foi vencedor da medalha de ouro em C-2 1000 m em Munique 1972 junto com o seu companheiro de equipe Vladas Česiūnas.
Foi vencedor da medalha de bronze em C-2 1000 m em Moscovo 1980 junto com o seu companheiro de equipe Vasyl Yurchenko.